# Топонимия Нигерии

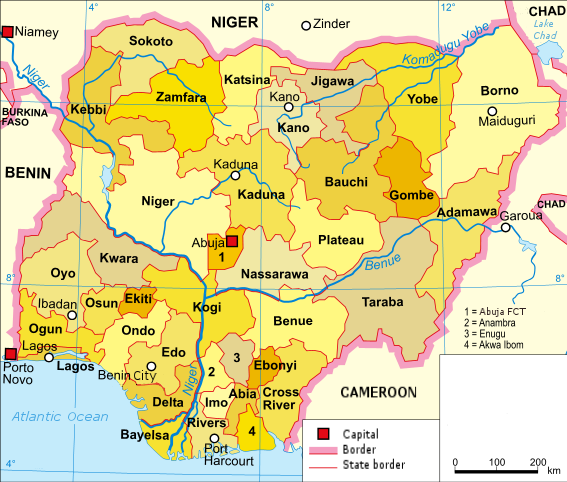
Административное деление Нигерии

Топонимия Нигерии — совокупность географических названий, включающая наименования природных и культурных объектов на территории Нигерии. Структура и состав топонимии страны обусловлены её географическим положением и богатой историей.

## Название страны
В XVI—XVIII веках прибрежную часть страны европейские колонизаторы именовали Невольничий берег, поскольку она была крупнейшим центром работорговли на побережье Западной Африки. Топоним «Нигерия» образован от одноимённого гидронима — названия реки Нигер. Это название было дано 8 января 1897 года британской журналисткой Флорой Шоу (впоследствии — супругой лорда Лугарда, британского колониального губернатора страны). Этимология названия реки Нигер окончательно не установлена. Дельту реки обнаружили португальские мореплаватели в конце XV века и дали её рукавам название «Масляные реки» (по всей видимости, в связи с выходами природной нефти). В конце XVIII века шотландский врач Мунго Парк достиг верхнего течения реки и установил её название на языке мандинке — «Джолиба» («большая река»). Позже были выяснены местные названия среднего и нижнего течения реки — соответственно, «Квара» и «Оринмилли», также означавшие «большая река». Для всей реки европейцами было принято название Нигер, которое Птолемей приводит в форме n-ger, близкой к современному туарегскому диалектному Anegger — «река Нигер». Однако правильность исходной формы, её смысл и последующие изменения окончательно не установлены.
Топоним «Нигерия», как элемент политико-административных названий (Северная и Южная Нигерия), используется с 1900 года, в качестве названия страны — Британская Нигерия — с 1914 года. После провозглашения независимости официальное название страны — Федеративная Республика Нигерия (англ. Federal Republic of Nigeria; игбо Republic ndi Naigeria; йоруба Orílẹ̀-èdè Olómìnira Àpapọ̀ ilẹ̀ Nàìjíríà; хауса Jam-huriyar Taraiyar Nijeriya; фула Republik Federaal bu Niiseriya).

## Формирование и состав топонимии
Топонимия Нигерии, как и Африки в целом, изучена чрезвычайно слабо, что обусловлено прежде всего огромной сложностью топонимической системы, основанной на многих сотнях языков. Языковая картина Нигерии в этом плане является наглядным примером: в стране насчитывается 529 языков, из которых 522 живых, а 7 мёртвых, при этом 22 языка используются в образовании, 80 развивающихся, 358 энергичных, 20 проблемных и 42 вымирающих. Официальным языком страны является английский, наиболее распространёнными являются языки эдо, эфик, адавама фульфульде, хауса, идома, игбо, центральный канури, йоруба. В топонимии страны выделяется два основных пласта — коренные (субстратные) и новые (переселенческие) топонимы, причём последние крайне немногочисленны.
Согласно топонимическому районированию Африки Жучкевича, Нигерия расположена на стыке двух топонимических макрорегионов: Западный Судан и Гвинейское побережье и Восточный Судан, топонимия которых отличается наибольшей пестротой. Дополнительную сложность создаёт то обстоятельство, что первые составителя географических карт Африки записывали местные названия со слов проводников, которыми чаще всего были представители народов, ранее установивших контакты с европейцами (суахили, хауса, йоруба). При составлении же русских карт Африки источниками служили англо- или франкоязычные карты и, таким образом, местные названия искажались дважды — при передаче его с аборигенных на западноевропейские языки и затем при переложении с последних на русскую транскрипцию. Упорядочение русскоязычной африканской топонимии было произведено лишь в 1970-х годах.
Из всего топономикона Нигерии в какой-то мере изучена ойконимия. Наиболее известные ойконимы и их этимология:
- Лагос — на языке йоруба «Эко»[9]; по оценке Е. М. Поспелова, «Лагос» означает «лагуны»[10], эту точку зрения разделяет В. А. Никонов[11];
- Ибадан — название по расположению вблизи границы тропических лесов и саванны: на йоруба «Эба-Одан» — «около саванны». По другой версии, название города связано с проникновением ислама — на арабском ibdan, iboda — «служение (богу), богослужение»[12];
- Бенин-Сити — был столицей Королевства Бенин, откуда и пошло его название. Название королевства, в свою очередь, происходит от этнонимов эдо и бини, ныне относимых к одному этносу бини (эдо). Название города сложилось из формантов «Бенин» и англ. city — «большой старинный город»[13];
- Кано — название по имени основателя города, легендарного героя-властителя или кузнеца[14];
- Порт-Харкорт — назван в честь Льюиса Харкорта[англ.], тогдашнего государственного секретаря Великобритании по делам колоний[15].

## Топонимическая политика
Вопросами топонимической политики в Нигерии занимается созданный в 1975 году Нигерийский комитет по географическим названиям.